# 동물카페

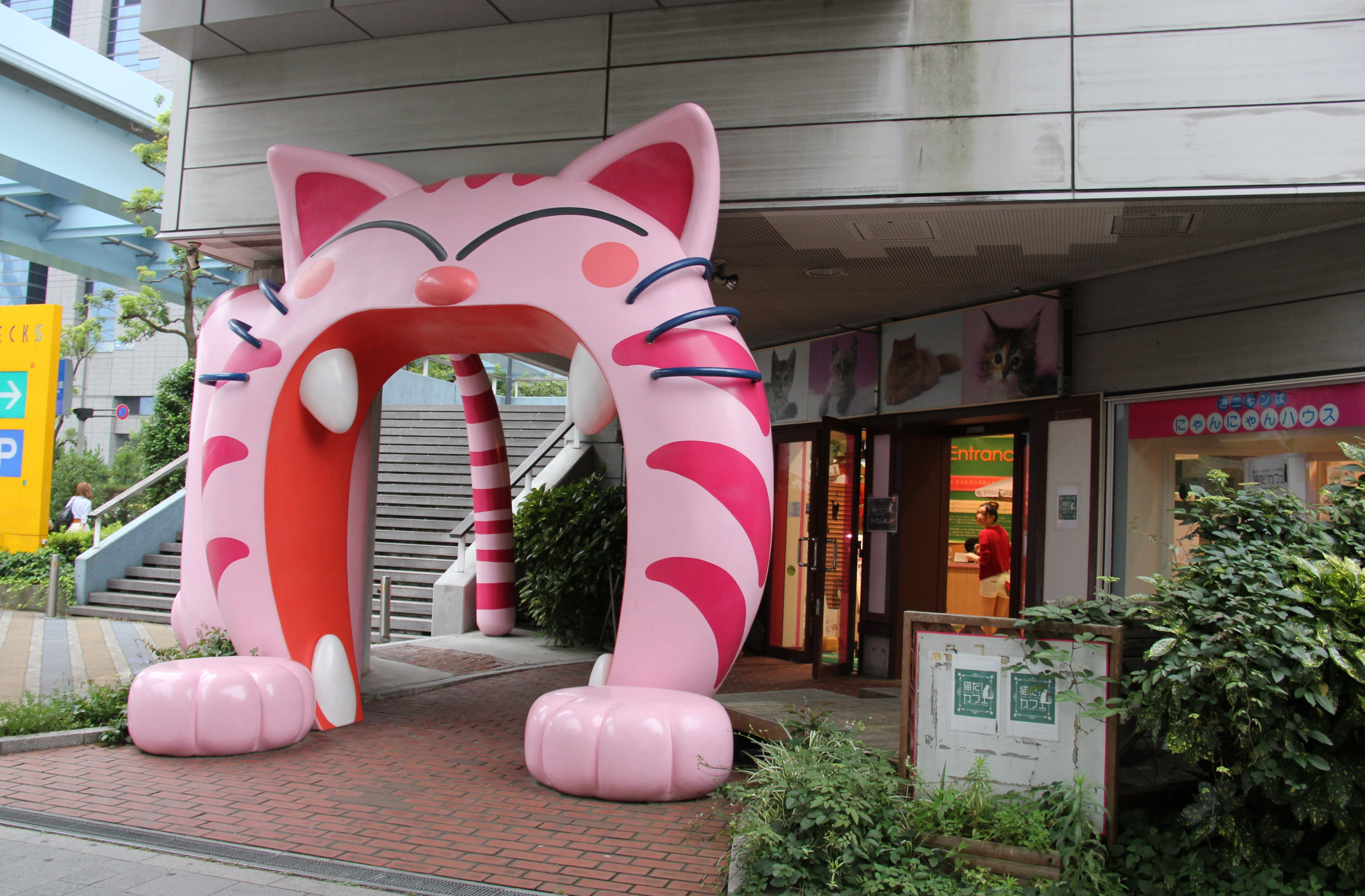
라이카 캣 카페

동물카페(Animal cafe)는 사람들이 음식과 음료를 즐기면서 동물을 만지거나 체험할 수 있는 카페이다. 최초의 동물카페는 대만에서 1998년에 생겼다.
한국에서는 2022년 11월 24일 이후 동물원수족관법과 야생생물법에 따라 가축, 애완동물이 아닌 야생동물을 주제로 하는 카페는 불법으로 규정되었다.

## 종류

### 고양이
최초의 동물카페는 대만의 고양이 카페였기 때문에 고양이 카페는 가장 흔한 동물카페다. 고양이 카페는 특히 대한민국, 대만, 일본 등 아시아 국가에서 쉽게 볼 수 있는 동물 카페이다.

### 양
최초의 양카페는 2011년 대한민국에 창업한 양카페이다. 양에게 먹이를 주는 것도 할 수 있다.

## 같이 보기
- 커피집
- 동물복지
- 동물보호주의